# Calcolo del calcestruzzo armato
Il calcolo del calcestruzzo armato è l'insieme delle operazioni proprie dell'ingegneria strutturale necessarie al dimensionamento ed alla verifica di sezioni ed elementi in calcestruzzo armato.
Devono essere verificati gli sforzi e le deformazioni provocati dalle quattro azioni interne (azione assiale, taglio, momento flettente, momento torcente) e da loro combinazioni; in particolare questo può avvenire tramite due metodi:
- calcolo alle tensioni ammissibili
- calcolo agli stati limite (calcolo a rottura)

## Travi
Un elemento orizzontale in calcestruzzo armato, come una trave, è solitamente sottoposto a flessione, taglio ed eventualmente a torsione.

### Calcolo a flessione
Il momento flettente è una tipica sollecitazione a cui sono sottoposti elementi strutturali come le travi. In tali circostanze si parla propriamente di trave inflessa, in cui si hanno sezioni che reagiscono al momento flettente, ed a cui è sottoposta con una distribuzione di tensioni normali in parte di trazione e in parte di compressione, senza contare la presenza di sollecitazioni dovute al taglio.
Per l'ipotesi che assume nulla la resistenza a trazione del calcestruzzo si verifica una parzializzazione della sezione con una parte reagente costituita da una zona di calcestruzzo compressa più tutta l'armatura metallica tesa e compressa.
L'armatura sarà quindi disposta nel lembo teso della trave costituente il corrente teso, collaborante con il corrente compresso costituito dal calcestruzzo.
Il comportamento delle sezioni inflesse in calcestruzzo armato è differenziato a seconda dei livelli di sollecitazione:
- Stadio I: bassi livelli di sollecitazione, entrambi i materiali hanno comportamento elastico, le tensioni interne nel calcestruzzo hanno un andamento lineare (detto a farfalla) e la sezione è interamente reagente. Esiste anche uno stadio IA in cui il lembo teso assume tensioni prossime alla sua resistenza a trazione con comportamento ancora elastico lineare della parte compressa, non lineare di quella tesa. Questa fase viene spesso assimilata allo stadio I;
- Stadio II: raggiunta la resistenza a trazione del calcestruzzo si innesca la fessurazione che si estende istantaneamente fino ad una quota prossima all'asse neutro. Lo sforzo di trazione è assunto totalmente dalla parte metallica ed i materiali si trovano in condizioni di comportamento pressoché elastico lineare;
- Stadio III: sollecitazioni prossime alla resistenza flessionale ultima della sezione ed il comportamento non è più elastico lineare.

I primi due stadi si riferiscono alle verifiche di esercizio del manufatto, mentre il terzo stadio per la verifica della resistenza.

#### Comportamento di una sezione inflessa
Osserviamo il comportamento sino a rottura di una sezione inflessa in c.a.:
Consideriamo una trave appoggiata e sottoponiamola un carico crescente.
Come già visto, nel processo di carico è possibile distinguere per la trave tre comportamenti differenti:
- Per carichi bassi la trave non presenta fessure. In questa fase le deformazioni sono molto piccole ed il comportamento dei materiali (acciaio e calcestruzzo) è lineare, così come la legge del diagramma momento - curvatura. La trave si comporta dunque secondo il modello di Navier previsto dalla teoria dell'elasticità ed il diagramma delle tensioni normali sulla sezione sarà del tipo a farfalla (stadio I);
- Col procedere della fase di carico si raggiunge a un certo punto il valore della resistenza a trazione del conglomerato ed appaiono le prime fessure al lembo inferiore. La tensione di trazione si trasferisce dal calcestruzzo teso all'acciaio e si ha una riduzione della rigidezza della trave. In questa fase, detta fessurata, il legame costitutivo del calcestruzzo può essere considerato con buona approssimazione ancora di tipo lineare ed il comportamento della trave viene esaminato ipotizzando nulla la resistenza a trazione del calcestruzzo (stato II - verifiche agli stati limite di esercizio);
- Quando il carico viene incrementato ulteriormente la legge costitutiva del calcestruzzo non risulta più lineare ed il legame tra deformazione e tensione è fornito dalla curva sforzi - deformazioni del materiale. In questa fase può accadere che le armature raggiungano lo snervamento: si osserva in tal caso una rapida crescita della curvatura per piccoli incrementi del momento, sino a quando un certo punto la trave si rompe a causa del raggiungimento della deformazione limite del calcestruzzo al lembo superiore (stato III - verifiche agli stati limite ultimi).

#### Calcolo elastico
Sezione interamente reagente: Stadio I
Nel caso dello stadio I, riferito a una sezione a doppia armatura, ai fini del calcolo elastico basta omogeneizzare le aree d'armatura con il coefficiente {\displaystyle n=E_{s}/E_{c}} ed utilizzare la conseguente caratteristica {\displaystyle I_{i}} (momento d'inerzia ideale) per avere
- {\displaystyle \sigma _{c}={\frac {M}{I_{i}}}y_{c}} e {\displaystyle \sigma _{s}=n{\frac {M}{I_{i}}}y'_{s}} di trazione
- {\displaystyle \sigma '_{c}=-{\frac {M}{I_{i}}}y'_{c}} e {\displaystyle \sigma '_{s}=-n{\frac {M}{I_{i}}}y_{s}} di compressione

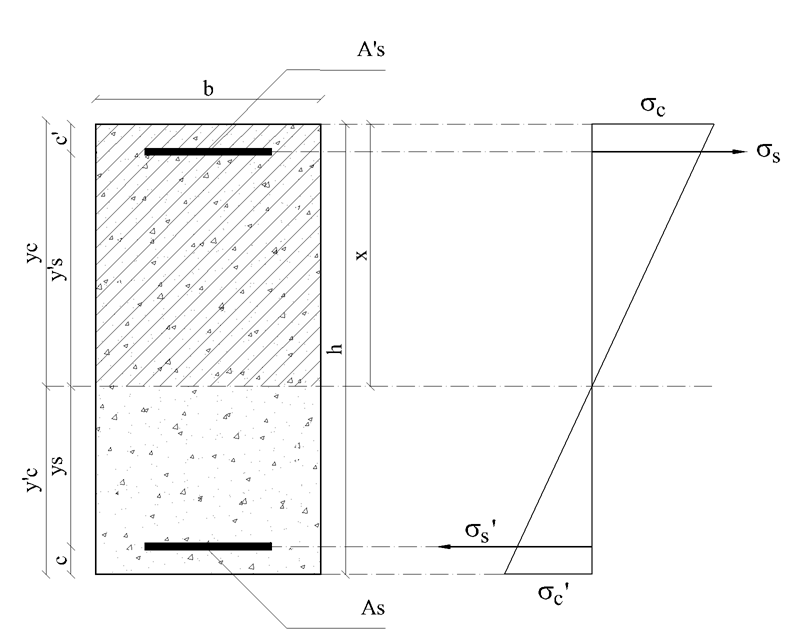
Schema grafico della sezione interamente reagente

Il momento d'inerzia ideale si ottiene attraverso le formule di geometria delle masse:
{\displaystyle I_{i}=hb\left[{\frac {h^{2}}{12}}+\left(y_{c}-{\frac {h}{2}}\right)^{2}\right]+nA_{s}y_{s}^{2}+nA'_{s}y_{s}^{'2}}
{\displaystyle y_{c}={\frac {S'_{i}}{A_{i}}};y'_{c}=h-y_{c};y_{s}=y'_{c}-c;y'_{s}=y_{c}-c'}
{\displaystyle S'_{i}={\frac {h^{2}b}{2}}+nA_{s}(h-c)+nA'_{s}c';A_{i}=hb+nA_{s}+nA'_{s}}
Sezione parzializzata: Stadio II
Nella fase di fessurazione si analizza innanzitutto il comportamento di una sezione ad armatura semplice, partendo dalle ipotesi di linearità delle deformazioni, ipotesi di congruenza, ipotesi di parzializzazione della sezione ed infine ipotesi di elasticità che consenta di considerare ancora linearità delle tensioni.

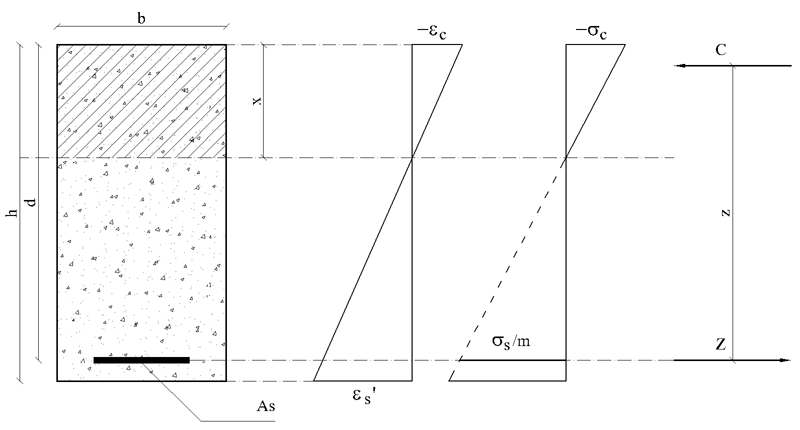
Schema grafico della sezione parzializzata

Al di sotto dell'asse neutro il calcestruzzo non lavora. Indicata con {\displaystyle C} la risultante delle compressioni e con {\displaystyle Z} la risultante delle trazioni, l'equilibrio della sezione si ottiene con la relazione
{\displaystyle Z-C=0\Rightarrow {\begin{cases}C=-{\frac {1}{2}}\sigma _{c}bx\\Z=\sigma _{s}A_{s}\end{cases}}\Rightarrow {\frac {1}{2}}\sigma _{c}bx+\sigma _{s}A_{s}=0}
Si assumono positive le tensioni di trazione per entrambi i materiali e scrivendo la similitudine che lega i valori {\displaystyle \sigma _{s}} e {\displaystyle \sigma _{c}} nel diagramma delle tensioni si ottiene
{\displaystyle {\frac {\sigma _{s}/n}{d-x}}=-{\frac {\sigma _{c}}{x}}\Rightarrow \sigma _{s}=-n\sigma _{c}{\frac {d-x}{x}}}
che sostituita nella relazione d'equilibrio della sezione fornisce:
{\displaystyle {\frac {1}{2}}\sigma _{c}bx+(-n\sigma _{c}{\frac {d-x}{x}})A_{s}=0}
Sviluppando l'equazione in x, risulta che, banalmente, per valori diversi dallo 0 si ha
{\displaystyle {\frac {1}{2}}\sigma _{c}bx^{2}-n\sigma _{c}(d-x)A_{s}=0\Rightarrow x^{2}+{\frac {2nA_{s}}{b}}x-{\frac {2ndA_{s}}{b}}=0}
la cui soluzione fornisce la posizione dell'asse neutro, escludendo ovviamente la radice negativa perché priva di significato fisico:
{\displaystyle x=-{\frac {nA_{s}}{b}}+{\sqrt {\left({\frac {nA_{s}}{b}}\right)^{2}+{\frac {2ndA_{s}}{b}}}}=-{\frac {nA_{s}}{b}}+{\sqrt {{\frac {n^{2}A_{s}^{2}}{b^{2}}}\left(1+{\frac {2db}{nA_{s}}}\right)}}={\frac {nA_{s}}{b}}\left[-1+{\sqrt {1+{\frac {2db}{nA_{s}}}}}\right]}
La verifica delle tensioni generate dal momento flettente di cui è soggetta la trave inflessa si ottiene dall'equilibrio alla rotazione che pone in eguaglianza la coppia interna con la sollecitazione.
Con riferimento al centro delle azioni di trazione si scrive che {\displaystyle Cz=M} con {\displaystyle z=d-x/3} braccio della coppia interna, e con {\displaystyle Zz=M} con riferimento al centro delle tensioni di compressione, si ottiene
{\displaystyle \sigma _{c}=-{\frac {2M}{zbx}}} di compressione e {\displaystyle \sigma _{s}=-{\frac {M}{zA_{s}}}} di trazione.
Introducendo il rapporto elastico d'armatura {\displaystyle \Psi _{s}={\frac {nA_{s}}{bd}}=n\rho _{s}} le formule che definiscono la sezione reagente diventano
{\displaystyle x=d\Psi _{s}\left[-1+{\sqrt {1+{\frac {2}{\Psi _{s}}}}}\right]=\xi d} e {\displaystyle z=\left(1-{\frac {\xi }{3}}\right)d=\zeta d}
dove la posizione x dell'asse neutro ed il braccio z della coppia interna sono forniti da grandezze adimensionali {\displaystyle \xi } e {\displaystyle \zeta } in funzione dell'altezza utile d.
Tutto ciò nel caso di sezione ad armatura semplice, ovvero con armatura disposta solo nella zona tesa della sezione. Nel caso di una sezione doppia si dispone analogamente ponendo l'area totale dell'armatura {\displaystyle A_{t}=A_{s}+A'_{s}} ed il rapporto elastico di armatura totale {\displaystyle \Psi _{t}=(mA_{t})/(bd)} ottenendo che la posizione dell'asse neutro sia
{\displaystyle x=\Psi _{t}\left[-1+{\sqrt {1+{\frac {2\delta }{\Psi _{t}}}}}\right]d} con
{\displaystyle \delta ={\frac {dA_{s}+d'A'_{s}}{A_{t}}}}
Conseguentemente si ha:
{\displaystyle {\begin{cases}\sigma _{c}=-{\frac {M}{I_{i}}}x\\\sigma _{s}=n{\frac {M}{I_{i}}}(d-x)\\\sigma '_{s}=-n{\frac {M}{I_{i}}}(x-d')\end{cases}}} con {\displaystyle {\begin{cases}I_{i}={\frac {bx^{3}}{3}}+nA_{s}(d-x)^{2}+nA'_{s}(x-d')^{2}\\S'_{i}={\frac {bx^{2}}{2}}+nA'_{s}(x-d')=nA_{s}(d-x)\end{cases}}}

#### Calcolo a rottura
Armatura limite: Stadio III

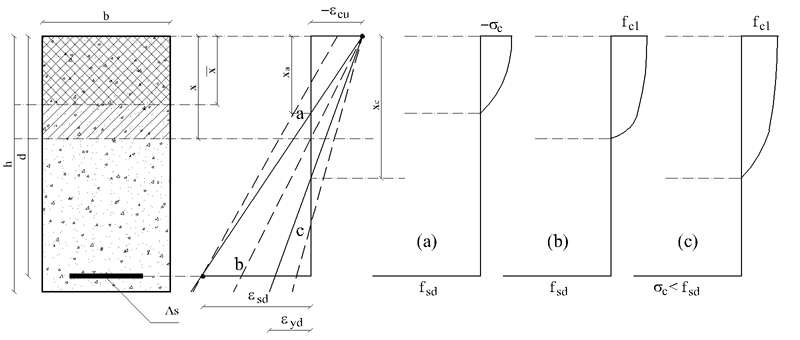
Schema grafico della sezione allo stato limite di rottura

Tale stadio del comportamento flessionale, come si è detto, rappresenta il raggiungimento della deformazioni di rottura di uno dei due materiali sia essa la dilatazione convenzionale {\displaystyle \varepsilon _{sd}} dell'armatura tesa o sia la contrazione {\displaystyle \varepsilon _{cu}} al bordo del calcestruzzo compresso.
Nel caso di sezione rettangolare con armatura semplice si evidenziano tre situazioni:
- campo "a": rottura dell'armatura metallica con {\displaystyle \varepsilon _{s}=\varepsilon _{sd}} con calcestruzzo non al limite ultimo {\displaystyle (\varepsilon _{c}<\varepsilon _{cu})};
- campo "b": rottura del calcestruzzo nel bordo compresso {\displaystyle (\varepsilon _{c}=\varepsilon _{cu})} con armatura metallica già snervata {\displaystyle \varepsilon _{sd}>\varepsilon _{s}>\varepsilon _{yd}};
- campo "c": rottura del calcestruzzo nel bordo compresso {\displaystyle (\varepsilon _{c}=\varepsilon _{cu})} con armatura metallica ancora nella fase elastica {\displaystyle \varepsilon _{s}<\varepsilon _{yd}};

Nel campo "b" l'equilibrio interno delle risultanti alla traslazione si ottiene nel seguente modo:
{\displaystyle Z-C=0\Rightarrow {\begin{cases}C=\beta _{0}bxf_{c1}\\Z=A_{s}f_{sd}\end{cases}}\Rightarrow A_{s}f_{sd}-\beta _{0}bxf_{c1}=0\Rightarrow x={\frac {A_{s}f_{sd}}{\beta _{0}bf_{c1}}}={\frac {1}{\beta _{0}}}\omega _{s}d=\xi d}
Le situazioni estreme nei valori limite sono caratterizzate nel seguente modo:
- campo "a": {\displaystyle {\frac {-\varepsilon _{cu}}{x_{a}}}={\frac {\varepsilon _{sd}-\varepsilon _{cu}}{d}}\Rightarrow x_{a}={\frac {-\varepsilon _{cu}}{\varepsilon _{sd}-\varepsilon _{cu}}}d=\xi _{a}d}
- campo "c": {\displaystyle x_{c}={\frac {-\varepsilon _{cu}}{\varepsilon _{yd}-\varepsilon _{cu}}}d=\xi _{a}d}

Nel caso limite "a", {\displaystyle \varepsilon _{sd}} è un valore che resta indipendente dal tipo di acciaio utilizzato, mentre nel caso limite "b" il valore {\displaystyle \varepsilon _{yd}} dipende dallo snervamento che varia con il tipo di acciaio impiegato.
Le corrispondenti percentuali meccaniche {\displaystyle \omega _{sa}=\beta _{0}\xi _{a}} e {\displaystyle \omega _{sc}=\beta _{0}\xi _{c}} forniscono le cosiddette armature limite ovvero quei valori che separano i campi:
- Campo "a" delle deboli armature;
- Campo "b" delle medie armature;
- Campo "c" delle forti armature.

In condizioni d'equilibrio il calcolo della resistenza flessionale {\displaystyle M_{rd}}, per la verifica nei confronti dello sforzo {\displaystyle M_{ad}} agente, allo stato limite ultimo della sezione deve verificare la relazione:
{\displaystyle M_{rd}\geq M_{ad}}
Campo a: posto {\displaystyle \xi <\xi _{a}}, ci si trova nel campo delle deboli armature e scrivendo la similitudine dedotta dal diagramma delle deformazioni si ha
{\displaystyle -{\frac {\varepsilon _{c}}{x}}={\frac {\varepsilon _{sd}}{d-x}}}
La contrazione del lembo compresso del calcestruzzo in termini di posizione dell'asse neutro vale
{\displaystyle {\bar {\varepsilon }}_{c}={\frac {\varepsilon _{c}}{\varepsilon _{cu}}}={\frac {x}{d-x}}{\frac {\varepsilon _{sd}}{-\varepsilon _{cu}}}={\frac {\xi }{1-\xi }}\alpha _{1}}
Dato il valore {\displaystyle \xi =x/d} e con {\displaystyle \alpha _{1}=1,00/0,35=2,86} e utilizzando le espressioni per i coefficienti
{\displaystyle {\begin{cases}\beta =(1,6-0,8{\bar {\varepsilon }}_{c}){\bar {\varepsilon }}_{c}\\\kappa =0,33+0,07{\bar {\varepsilon }}_{c}\end{cases}}}
l'equilibrio alla traslazione si ottiene attraverso la relazione
{\displaystyle \beta bxf_{c1}-A_{s}\cdot f_{sd}=0}
Il momento resistente vale quindi:
{\displaystyle M_{rd}=A_{s}\cdot f_{sd}\zeta d}
Campo b: l'equilibrio alla traslazione porta all'individuazione dell'asse neutro {\displaystyle \xi =-\omega _{s}/\beta _{0}} e verificato che risulti
{\displaystyle \xi _{a}\leq \xi \leq \xi _{c}}
il momento resistente si ottiene dall'equilibrio alla rotazione
{\displaystyle M_{rd}=Z\cdot z=f_{sd}A_{s}\zeta d} con {\displaystyle \zeta =1-\kappa _{0}\cdot \xi }
È significativo che il rapporto meccanico d'armatura, calcolato in base alla geometria della sezione ed alla resistenza dei materiali pari a
{\displaystyle \omega _{s}={\frac {A_{s}f_{sd}}{bdf_{c1}}}}
che corrisponde all'estensione del diagramma costante di compressione del modello "stress block":
{\displaystyle {\bar {x}}=\omega _{s}d=\beta _{0}x}
Tale modello assume una zona ridotta di calcestruzzo compresso sollecitata uniformemente e risulta, ponendo la risultante {\displaystyle C} a metà altezza compressa, ancora il braccio
{\displaystyle z=d-{\bar {x}}/2=(1-\omega _{s}/2)d}
Campo c: nel campo delle forti armature l'acciaio si trova in fase elastica con {\displaystyle \sigma _{s}=E_{s}\varepsilon _{s}} quindi posto
{\displaystyle -{\frac {\varepsilon _{cu}}{x}}={\frac {\varepsilon _{s}}{d-x}}\Rightarrow {\bar {\varepsilon }}_{s}={\frac {\varepsilon _{s}}{\varepsilon _{yd}}}={\frac {d-x}{x}}{\frac {-\varepsilon _{cu}}{\varepsilon _{yd}}}={\frac {1-\xi }{\xi }}{\frac {1}{\alpha _{0}}}}
Scrivendo la tensione dell'acciaio come
{\displaystyle \sigma _{s}=E_{s}\varepsilon _{yd}{\bar {\varepsilon }}_{s}=f_{yd}{\frac {1-\xi }{\xi }}{\frac {1}{\alpha _{0}}}}
l'equilibrio alla traslazione si ottiene attraverso la relazione che fornisce la posizione dell'asse neutro
{\displaystyle \beta _{0}bxf_{c1}-A_{s}\sigma _{s}\Rightarrow \beta _{0}\alpha _{0}\xi ^{2}+\omega _{s}\xi -\omega _{s}=0\Rightarrow \xi ={\frac {\omega _{s}}{2\beta _{0}\alpha _{0}}}\left(-1+{\sqrt {1+{\frac {4\beta _{0}\alpha _{0}}{\omega _{s}}}}}\right)}
L'equilibrio alla rotazione, poi considerato rispetto al centro delle rotazioni, vale
{\displaystyle M_{rd}=\sigma _{d}A_{s}\zeta d=f_{yd}{\frac {1-\xi }{\xi }}{\frac {1}{\alpha _{0}}}A_{s}(1-\kappa _{0}\xi )d\Rightarrow M_{rd}=\beta _{0}f_{c1}b\xi (1-\kappa _{0}\xi )d^{2}}
Tuttavia sezioni fortemente armate calcolate con relazioni hanno un comportamento fragile che di regola è bene evitare. Qualora non sia possibile aumentare le dimensioni del calcestruzzo è opportuno posizionare le armature in zona compressa, costituendo una sezione a doppia armatura, la cui resistenza si calcola deducendo prima la parte reagente compressa del calcestruzzo dall'equilibrio alla traslazione.
Ipotizzando di trovarsi nel campo "b" (armatura compressa anch'essa snervata) si ha:
{\displaystyle A_{s}f_{sd}-A'_{s}f_{sd}-b{\bar {x}}f_{c1}=0\Rightarrow {\bar {x}}=(\omega _{s}-\omega '_{s})d}
L'asse neutro, {\displaystyle x={\bar {x}}/\beta _{0}}, si alza allontanando la situazione limite dalle forti armature e verificata la condizione di snervamento delle armature
{\displaystyle \varepsilon _{s}=-{\frac {d-x}{x}}\varepsilon _{cu}\geq \varepsilon _{yd}} e {\displaystyle \varepsilon '_{s}=-{\frac {d'}{x}}\varepsilon _{cu}\leq -\varepsilon _{yd}}
si deduce, dall'equilibrio rotazionale della sezione, il momento resistente:
{\displaystyle M_{rd}=A_{s}f_{sd}(d-{\bar {x}}/2)+A'_{s}f_{sd}({\bar {x}}/2-d')}

### Calcolo a taglio
Nel caso di sollecitazione di taglio le travi in calcestruzzo armato evidenziano un comportamento che si discosta dalla teoria della trave di de Saint Venant e per questo motivo si richiameranno modelli differenti, senza contare che le azioni taglianti sono strettamente legate alle azioni flettenti, quindi occorre un modello che tenga conto di questo funzionamento combinato.
Come per il momento flettente si ipotizza un iniziale stato in cui permane il comportamento elastico e si inizia ad applicare la formula di Jourawski. Se la sezione si trova nello stadio I, riguardo al momento flettente, si dedurrà un diagramma {\displaystyle \tau =\tau (y)} il cui valore massimo corrisponderà alla corda baricentrica e varrà {\displaystyle {\bar {\tau }}}
{\displaystyle \tau ={\frac {VS}{Ib}}\Rightarrow {\bar {\tau }}={\frac {V{\bar {S}}_{i}}{I_{i}b}}={\frac {V}{zb}}}
Nel caso di corrispondenza con lo stadio II, la stessa formula di Jourawski riferita alla sezione reagente parzializzata porta a diagrammi {\displaystyle \tau =\tau (y)} in cui la tensione tangenziale rimane costante in tutta la sezione parzializzata (fessurata) e pari al valore massimo sopracitato.
Questa trattazione tuttavia non tiene conto di un elemento fondamentale, e cioè che se si trascura la resistenza a trazione del calcestruzzo (ipotesi fatta nella trattazione del caso della sollecitazione flessionale) non può esserci tensione tangenziale, quindi occorre considerare il comportamento di una trave soggetta a intensità di carico via via crescenti.
Fino a quando le tensioni principali di trazione non superano il limite di rottura, l'andamento delle isostatiche assume un flusso incrociato a 45° di compressioni che vanno verso il lembo superiore e di trazioni che scendono verso la mezzeria, incanalandosi orizzontalmente verso i bordi, dove si annullano le tensioni tangenziali mentre quelle normali arrivano al valore massimo.
La fessurazione si genera qualora viene raggiunto il limite di rottura della tensione principale di trazione: se avviene nella zona centrale prevalente la componente flessionale dello sforzo, la fessurazione parte dal lembo teso estendendosi in senso verticale, se avviene nei tratti terminali prevalente la componente di taglio la fessurazione compare alla quota baricentrica diretta a 45°. Nelle zone intermedie, in cui è presente sia una componente tagliante sia una componente flessionale, le fessure possono insorgere dal bordo inferiore ed estendersi con traiettoria inclinata sull'anima della trave.
Con l'insorgere della fessurazione si verifica l'ipotesi della parzializzazione che vorrebbe nella zona tesa del calcestruzzo una distribuzione costante di tensioni tangenziali. Il flusso incrociato di tensioni, di fatto, non può diffondersi uniformemente nella parte tesa della trave e quindi occorrono dei modelli più complessi per una corretta analisi della trave in fase fessurata, soprattutto se si vuole valutare la resistenza ultima al taglio (stadio III).

#### Travi senza armatura a taglio
Altri contributi alla resistenza:
- Compressione assiale
- Ingranamento degli inerti (aggregate interlock)
- Effetto Bietta (dowel action) è l'effetto che provocano le armature longitudinali in acciaio che attraversano le fessure nelle sezioni stesse. Tale azione contribuisce all'aumento della resistenza a sollecitazioni taglianti. La valutazione di tale contributo resistente dipende da vari fattori, quali ad esempio il diametro, la distribuzione delle barre o la granulometria degli inerti nel calcestruzzo.

#### Travi con armatura a taglio
L'armatura a taglio è composta da:
- Ferri piegati: ferri orizzontali piegati a 45° dall'alto verso il basso;
- Staffe: ferri che possono assumere diverse forme (a U, a doppia U o rettangolari), posti perpendicolarmente rispetto ai ferri di armatura orizzontali.

### Calcolo a torsione
La resistenza del conglomerato alle sollecitazioni di trazione si assume pari alla resistenza a taglio (il valore deve essere compreso tra 0 e τc1).
Se lo sforzo applicato è maggiore della resistenza del conglomerato (ma comunque minore della sua resistenza τc1) vengono utilizzate armature a spirale oppure armature orizzontali o verticali poste nelle zone soggette al massimo momento torcente (nella mezzeria della sezione).

## Pilastri
I pilastri sono elementi strutturali verticali atti a trasferire il carico degli impalcati alle strutture di fondazione. Sono realizzati di solito con getti in opera anche se possono essere realizzati con totale o parziale prefabbricazione. Con i pilastri gettati in opera è più facile realizzare un collegamento monolitico con gli altri elementi strutturali.
I pilastri sono sottoposti ai carichi verticali, orizzontali e momenti flettenti dovuti a:
- pesi propri e sovraccarichi degli impalcati trasmessi ai pilastri dalle travi di piano;
- azioni orizzontali dovute a sisma, a vento e a dilatazioni termiche trasmesse ai pilastri dagli impalcati assunti con infinita rigidezza nel proprio piano.

Si osserva che i carichi verticali dovuti agli impalcati possono indurre elevate sollecitazioni di flessione nei pilastri per dissimmetria di carico.
Tale evento ricorre con frequenza nei pilastri di bordo, specie d'angolo, e tutte le volte che si verificano evidenti variazioni di luce nelle travi incidenti un pilastro.
Per una sommaria valutazione del carico agente su un pilastro, si può procedere sulla base delle superfici di influenza del solaio.
Per valutazioni più rigorose, si deve procedere a modelli di calcolo più appropriati come telai piani o spaziali.
Le prescrizioni poste dalla normativa per tale stato di sollecitazione sono le seguenti:
- se la sezione è poligonale l'armatura longitudinale deve prevedere almeno un ferro per ogni vertice del poligono, se la sezione è circolare occorre prevedere almeno sei ferri longitudinali equi distribuiti;
- il diametro minimo delle armature longitudinali è di 12 mm, per elementi prefabbricati 10 mm;
- deve essere sempre presente un'armatura trasversale (staffa) di diametro maggiore od uguale a 6 mm. Le staffe devono essere chiuse e con ripiegature che entrino all'interno della sezione. Il copriferro misurato all'esterno delle staffe deve risultare maggiore od eguale a 2 cm. Le staffe debbono avere un passo non maggiore a quindici volte il diametro minimo delle armature longitudinali e comunque non superiore a 25 cm.
- L'armatura longitudinale deve:
  - risultare maggiore od uguale all'otto per mille della sezione di conglomerato strettamente necessaria;
  - risultare maggiore del tre per mille della sezione effettiva di conglomerato;
  - risultare minore del sei per cento della sezione effettiva di conglomerato.

### Calcolo ad azione assiale centrata
Tale sollecitazione può essere sia di compressione che di trazione e generalmente incide su elementi strutturali come i pilastri.
Tali elementi in cemento armato sono provvisti di due ordini di armature, una longitudinale costituita da ferri posti generalmente agli spigoli della sezione (ed eventualmente anche sui lati più lunghi della medesima) ed una trasversale costituita da ferri, sagomati similmente alla sezione in modo da racchiudere il fascio di ferri longitudinali, detti staffe.
Nei pilastri sottoposti all'azione di compressione non sorgono generalmente tensioni di trazione, si potrebbe dunque non adottare alcuna armatura metallica in virtù della resistenza a compressione del calcestruzzo. Tuttavia la fragilità del calcestruzzo richiede un correttivo e si tende ad adottare una "gabbia" metallica superficiale.
Tale gabbia va rapportata alla massa di conglomerato da armare, in modo da ottenere una prescrizione sulle armature minime secondo la relazione:
{\displaystyle A_{s}\geq \rho _{0}A_{c}}
in cui si impone il valore minimo {\displaystyle \rho _{0}} (per esempio {\displaystyle \rho _{0}=0,\!003}) al rapporto geometrico d'armatura longitudinale {\displaystyle \rho _{s}}, quindi
{\displaystyle A_{s}\geq \rho _{0}A_{c}\Rightarrow {\frac {A_{s}}{A_{c}}}=\rho _{s}\geq \rho _{0}=0,\!003}

#### Calcolo elastico
Data una sezione in calcestruzzo armato soggetta ad una forza {\displaystyle N} centrata di compressione, nella prima ipotesi di calcolo si pone che la sezione stessa trasli rimanendo piana, manifestando sotto carico una deformazione {\displaystyle \varepsilon } costante (in questo caso una contrazione), che vi sia perfetta aderenza tra i due materiali, derivandone che entrambi subiscono la stessa deformazione ({\displaystyle \varepsilon _{s}=\varepsilon _{c}=\varepsilon }) e che la sezione reagente al carico non coincida con la sezione geometrica.
Per un calcolo elastico, le tensioni nei due materiali si ottengono attraverso la legge di Hooke:
{\displaystyle {\begin{cases}\sigma _{c}=E_{c}\varepsilon _{c}=E_{c}\varepsilon \\\sigma _{s}=E_{s}\varepsilon _{s}=E_{s}\varepsilon \end{cases}}}
In virtù dell'ipotesi di eguaglianza tra le deformazioni si ha che {\displaystyle \sigma _{s}=n\sigma _{c}} con {\displaystyle m=E_{s}/E_{c}}.
L'equilibrio alla traslazione della sezione si pone con la seguente relazione
{\displaystyle \sigma _{c}A_{c}+\sigma _{s}A_{s}=N\Rightarrow \sigma _{c}(A_{c}+nA_{s})=\sigma _{c}A_{i}=N}
{\displaystyle A_{i}} è definita l'area ideale della sezione ragguagliata al calcestruzzo, ovvero si "trasforma", attraverso un coefficiente di omogeneizzazione {\displaystyle n}, l'area dell'acciaio in area di calcestruzzo. Definendo rapporto elastico d'armatura
{\displaystyle \Psi _{s}={\frac {E_{s}A_{s}}{E_{c}A_{c}}}=n\rho _{s}}
si può scrivere che:
{\displaystyle \sigma _{c}(A_{c}+nA_{s})=\sigma _{c}A_{i}=N\Rightarrow A_{i}=A_{c}(1+\Psi _{s})}
Il valore delle tensioni generate dallo sforzo normale centrato {\displaystyle N} valgono
{\displaystyle {\begin{cases}\sigma _{c}={\frac {N}{A_{i}}}\\\sigma _{s}=n\sigma _{c}\end{cases}}}
Assumendo il valore caratteristico dell'azione, tali formule si impiegano per le verifiche di esercizio {\displaystyle \sigma _{c}<{\bar {\sigma }}_{c}} con {\displaystyle {\bar {\sigma }}_{c}=0,\!45f_{c}k} per situazioni non transitorie di carico.

#### Calcolo a rottura

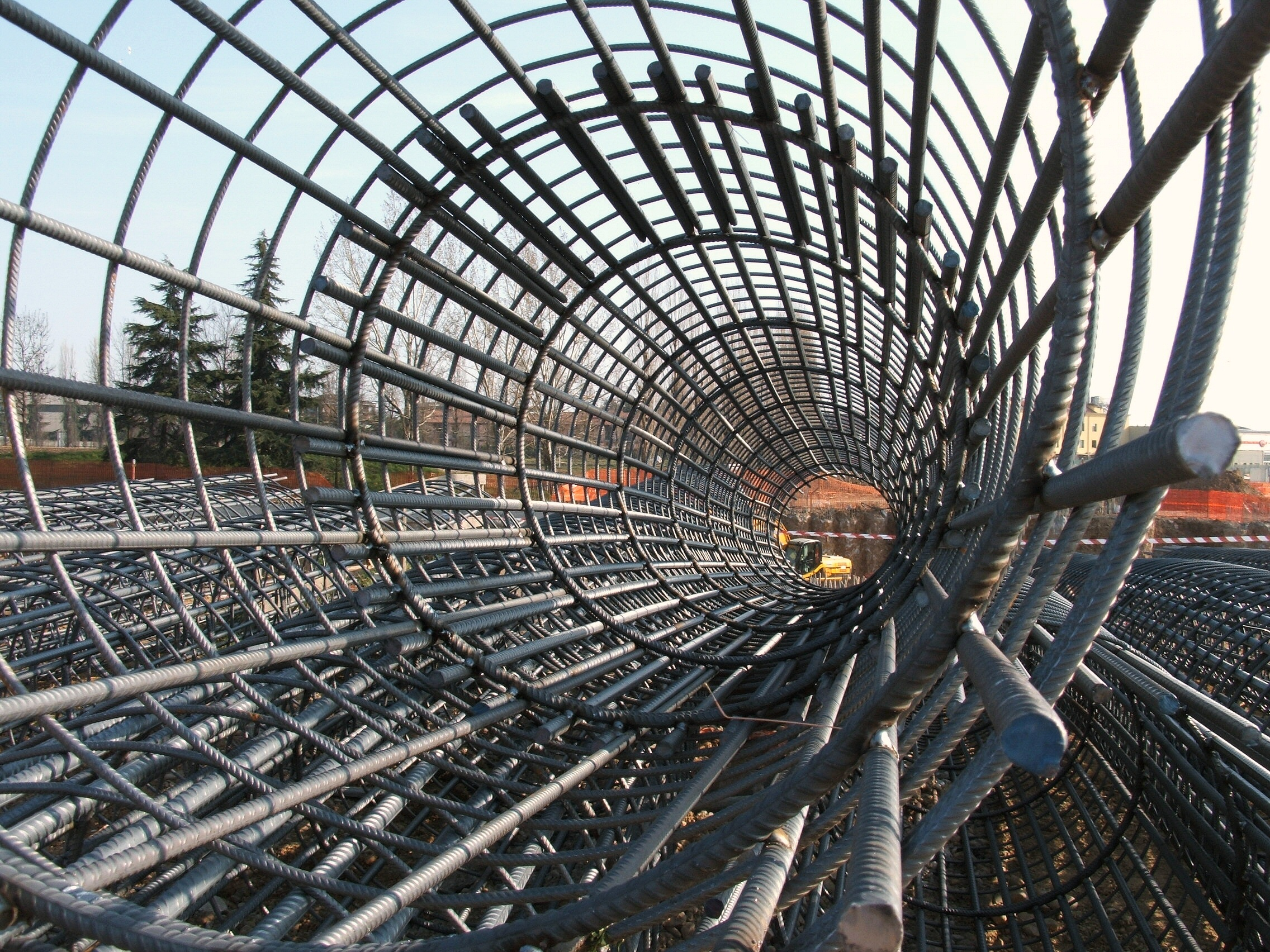
Esempio di armatura cerchiata per pilastri

Per il calcolo a rottura o allo stato limite ultimo l'ipotesi elastica va sostituita con le leggi costitutive {\displaystyle \sigma -\varepsilon } dei due materiali.
Nelle sezioni di calcestruzzo compresse assialmente non si hanno, a differenza delle travi inflesse in cui la variabilità delle tensioni offre un certo grado di "iperstaticità" al sistema, situazioni in cui vi siano fibre della sezione meno caricate che offrono il controllo alle deformazioni rispetto a quelle più caricate.
Per tale motivo si assume il limite {\displaystyle \varepsilon _{c1}} quale contrazione limite di rottura. La presenza di armatura, qualora non sia già snervata, potrebbe fornire un ulteriore controllo delle deformazioni per poter superare tale valore, almeno fino al limite di snervamento della stessa armatura, raggiunto il quale si perde ogni iperstaticità interna.
Supposto quindi un incremento istantaneo di carico, l'equilibrio della sezione si pone con l'equazione:
{\displaystyle N_{rd}=f_{c1}\cdot A_{c}+\sigma ^{*}A_{s}}
dove {\displaystyle \sigma ^{*}=f_{sd}} qualora risulti che {\displaystyle \varepsilon _{yd}<\varepsilon _{c1}}.
In modo analogo alla formula elastica si ottiene
{\displaystyle N_{rd}=f_{c1}\left(A_{c}+{\frac {f_{sd}}{f_{c1}}}A_{s}\right)=f_{c1}A_{i}}
dove l'area ideale ragguagliata al calcestruzzo vale
{\displaystyle A_{i}=A_{c}+{\frac {f_{sd}}{f_{c1}}}A_{s}=A_{c}(1+\omega _{s})}
In questo caso il coefficiente di omogeneizzazione dell'area metallica è dato dal rapporto delle due tensioni resistenti, mentre il coefficiente adimensionale, detto rapporto meccanico d'armatura indica l'apporto relativo dell'armatura metallica in confronto alla resistenza secondo la relazione
{\displaystyle \omega _{s}={\frac {f_{sd}A_{s}}{f_{c1}A_{c}}}}
Per capire l'ordine di grandezza del rapporto meccanico d'armatura si valutano tre situazioni:
| Inferiore  | Tipo minore d'acciaio con classe maggiore di cls | {\displaystyle \omega _{s}=0,\!003\,{\frac {215/1,\!15}{0,\!85\cdot 0,\!83\cdot 40/1,\!6}}\cong 0,\!03} |
| Intermedio | Accoppiamento più equilibrato di materiali       | {\displaystyle \omega _{s}=0,\!008\,{\frac {430/1,\!15}{0,\!85\cdot 0,\!83\cdot 30/1,\!6}}\cong 0,\!23} |
| Superiore  | Tipo maggiore d'acciaio con classe minore di cls | {\displaystyle \omega _{s}=0,\!040\,{\frac {500/1,\!15}{0,\!85\cdot 0,\!83\cdot 20/1,\!6}}\cong 2,\!00} |

Secondo la normativa italiana la relazione d'equilibrio per il calcolo della sezione diventa
{\displaystyle N_{rd}=f_{c1}\cdot A_{c}+(0,\!8+\omega _{s})}